# Валга (станция)
Ва́лга (эст. Valga raudteejaam) — железнодорожная станция в городе Валга на юге Эстонии на линии Тарту — Валга.

## История
Станция открыта в 1889 году в составе Псково-Рижской железной дороги. Проект станционных зданий выполнил архитектор А. А. Гимпель, который также руководил строительными работами. Движение по железной дороге по постоянной схеме началось 22 июля 1889 года. Станция Валга была значительным транспортным узлом Псково-Рижской железной дороги. На её территории работали ремонтные мастерские и основное депо. 
В 1944 году здание вокзала было разрушено. Существующее здание построено в 1949 году по проекту архитектора В. А. Ципулина силами немецких военнопленных. В конце 2013 года выполнена реставрация вокзала.
К концу 1958 года, в ходе проведения реконструкции ширококолейных путей, на станции Валга, так же, как и на других основных станциях: Таллин, Тапа, Тарту, Кейла, Юлемисте, Пяэскюла, Сауэ, Йыхви, Вайвара, были удлинены станционные пути. Все пути были поставлены на щебень.

## Описание
Пассажирские поезда, курсирующие по железнодорожной линии Тарту-Валга и по железнодорожной линии Валга-Рига, останавливаются в Валге.
Станция Валга находится в 82,9 км от Тарту, в 94,6 км от Койдула и в 168,1 км от Риги. Поезд из Тарту в Валгу преодолевает расстояние примерно за 1 час 15 минут.
Валга является конечной станцией для дизель-поездов, следующих из Таллина, Тарту и Риги. График движения дизель-поездов и диспетчеризация движения по станции формируются таким образом, чтобы у пассажиров части рейсов была возможность совершить кросс-платформенную пересадку с эстонских Stadler FLIRT на латвийские ДР1А и обратно.
| На Тарту |       | На Койдулу |
| Сангасте | Валга |            |
| Сангасте | Валга | Карула     |
| Сангасте | Валга | На Ригу    |
| Сангасте | Валга | Лугажи     |